# Anatemnus elongatus
Anatemnus elongatus är en spindeldjursart som först beskrevs av Edvard Ellingsen 1902.  Anatemnus elongatus ingår i släktet Anatemnus och familjen Atemnidae. Inga underarter finns listade i Catalogue of Life.